# Готовчиць Георгій Олександрович
Георгій Олександрович Готовчиць (нар. 17 вересня 1935, с. Ольгопіль, Ольгопільський район, Вінницької обл. — † 31 грудня 1994, Київ) — міністр України у справах захисту населення від наслідків аварії на Чорнобильській АЕС (3 серпня 1990 — 31 грудня 1994).

## Життєпис
Народився Георгій Готовчиць 17 вересня 1935 року в селищі Ольгопіль Вінницької області в сім'ї медпрацівників.
Закінчів Одеський політехнічний інститут (1958) за спеціальністю інженер-механік.
1958 — інженер-наладчик, завідувач вимірювальної лабораторії, заступник начальника механіко-енергетичного відділу, з 1963 — головний енергетик, секретар парткому на Бердичівському заводі «Проґрес». З 1970 — 2-й секретар, 1-й секретар, Бердичівський МК КПУ. З 1978 — заступник голови Житомирського облвиконкому. З 1990 — 1-й заступник голови облвиконкому. З 1990 — Голова Державного комітету УРСР з захисту населення від наслідків аварії на ЧАЕС.
Дружина Г. Готовчиця — вчителька, мав 2 дочок.
Помер Георгій Готовчиць 31 рудня 1994 року у Києві.

## Нагороди та відзнаки
2 ордени, 5 медалей СРСР, 2 нагороди Республіки Афганістан.
Почесна Грамота Президії Верховної Ради УРСР.
Орден «За заслуги» III ст. (04.2006, посмертно).

## Пам'ять

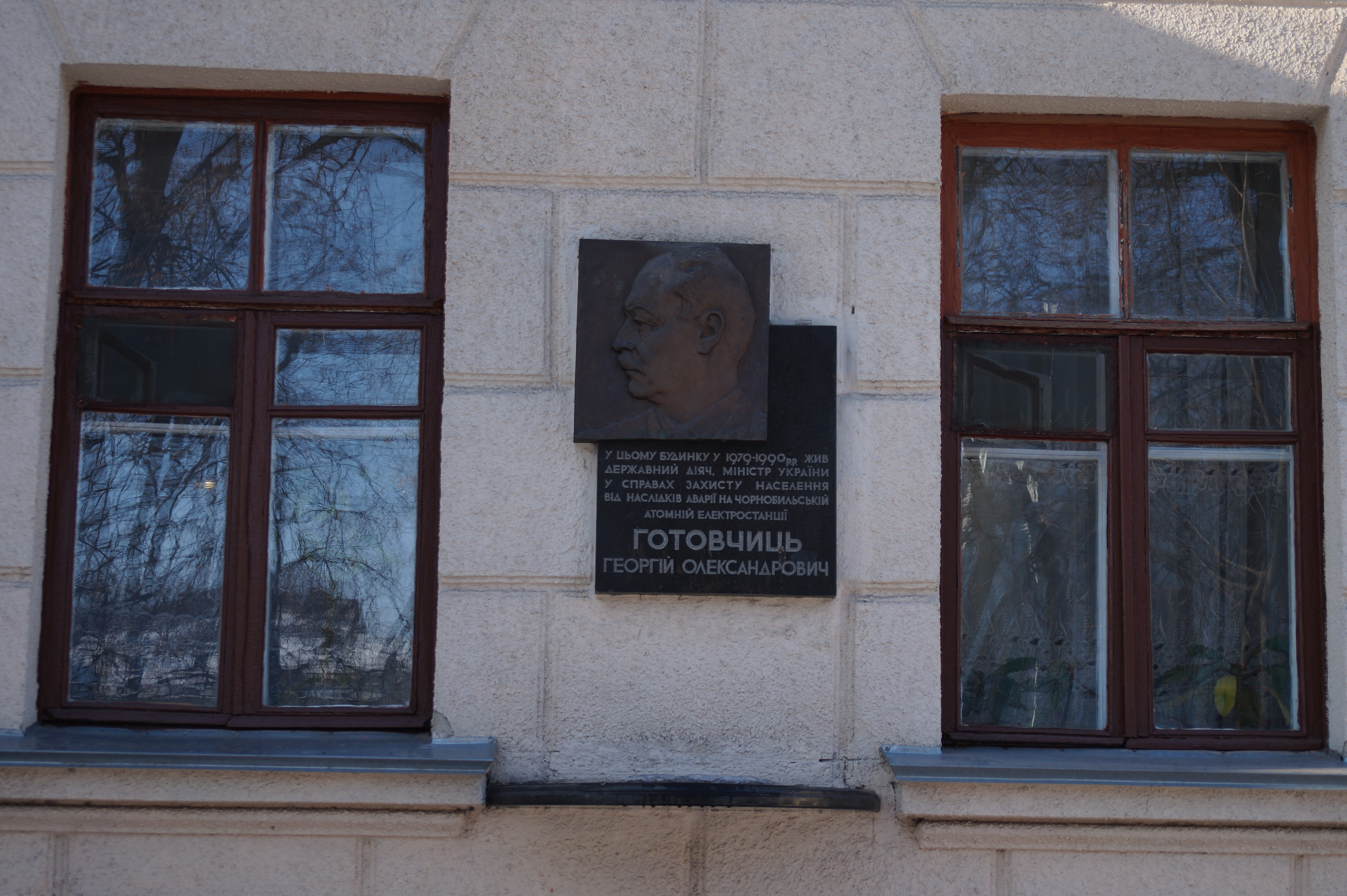
Меморіальна дошка на Старому бульварі 12 Георгію Готовчицю

В Житомирі було встановлено меморіальну дошку пам'яті на будинку № 12 Старого бульвару (скульптор В. І. Фещенко), у якому Георгій Олександрович проживав з 1979 по 1990 роки.
В Житомирі 26 — 28 квітня 2013 р. в приміщенні ДЮСШ № 1, вул. Домбровського, 11а, відбувся командний турнір Житомирської області з шахів, XVI пам‘ятний меморіал Готовчиця Г. О.
В липні 1996 було присвоєно науково-експедиційному судну Українського науково-дослідного гідрометеорологічного інституту назву «Георгій Готовчиць».
У Брусилові є ліцей імені Георгія Олександровича Готовчиця.